# На бойком месте (фильм, 1911)
«На бойком месте» — короткометражный фильм, снятый по одноимённой пьесе А. Н. Островского. Прeмьера состоялась 22 ноября (5 декабря) 1911 года. Фильм сохранился без надписей.

## Сюжет
Вот как описывает сюжет картины журнал «Вестник Кинематографии», выпускавшийся Торговым домом Ханжонкова:
Постоялый двор Вукола Бессудного на большой проезжей дороге был именно на «бойком месте». Мало кто из проезжающих не останавливался там отдохнуть и поболтать с красивой хозяюшкой Евгенией. Недаром женился Вукол на Евгении, он знал, что для своего постоялого двора лучшей приманки ему не найти: бойкая, умеющая занять гостя, заставить его потратиться на вино, Евгения очень способствовала процветанию дела Бессудного.
Не то было с Аннушкой, сестрою его. Эта хрупкая, нежная девушка, замкнутая в себе, казалось, была не от мира сего. Никакие угрозы не могли заставить её позволить гостям вольности, улыбаться им, льстить, как Евгения. Всем своим сердцем Аннушка полюбила небогатого помещика Миловидова, их частого гостя, и Миловидов платил ей тем же.
Но Евгении стало завидно на их счастье: искусными наговорами она оклеветала Аннушку и заставила Миловидова поверить в то, что она легкомысленная, порочная девушка.
И Миловидов, чтобы отомстить Аннушке за разбитое счастье, стал ухаживать за Евгенией, терзая сердце бедняжки.
5В одну тёмную ночь, когда Бессудный со своим помощником Жуком отправился, по обыкновению, на тёмный промысел — грабить проезжающих, Миловидов пришёл на свидание с Евгенией.
Случайно подслушавшая их разговор и поцелуи Аннушка в порыве отчаяния приняла сильного яда.
В это время вернулся домой Бессудный, которому не посчастливилось на этот раз — обороняясь, проезжие нанесли ему удар по голове. Увидя свет в комнате жены и услышал голоса, он понял, что Евгения ему изменяет, и ворвался в комнату.
Стоны Аннушки привлекли тем временем внимание Миловидова — на его вопросы, что с нею, она призналась, что приняла яд, видя его холодность к ней. Все прошлое мигом вспыхнуло в душе Миловидова, воскресла любовь к самоотверженной девушке, и, бросив проклятие Евгении за её ложь и клевету, он увёз к себе любимую девушку, надеясь ещё спасти её.
Бессудный же в припадке ярости наповал убил Евгению ножом, ещё обагрённым кровью его ограбленных на большой дороге жертв.

Вестник Кинематографии, 1911, № 22, С. 31

## В ролях
- Арсений Бибиков — Вукол Бессудный
- Любовь Варягина — Евгения, его жена
- Вера Орлова — Аннушка, его сестра
- Павел Бирюков — Пётр Непутёвый
- Иван Мозжухин — его приказчик
- Павел Кнорр — Жук, работник Бессудного